# Helbling Holding
Die Helbling Holding AG mit Hauptsitz in Zürich ist eine Schweizer Firmengruppe die Beratungs- und Entwicklungsdienstleistungen erbringt.

## Geschäftsbereiche
Die Gruppe ist in vier Unternehmensbereiche unterteilt mit Fokus auf Innovation/Produktentwicklung, Management Consulting, Mergers & Acquisitions, Restrukturierungen sowie Informatik, Immobilien, Energie und Infrastruktur. Mittelständische und grosse Unternehmen werden bei der Produktentwicklung unterstützt und bei der Entwicklung von Strategien, bei Umstrukturierungen und Kostensenkungen beraten.

## Geschichte
Das Unternehmen wurde 1963 durch den damals 23-jährigen Max J. Helbling gegründet. Innert weniger Jahre wuchs der Betrieb auf über 50 Mitarbeitende an. Da Helbling seine Geschäftsvision Mitte der 1970er Jahre nicht verwirklicht sah, entschied er sich das Unternehmen zu verkaufen. 1979 übernahm infolgedessen der Maschineningenieur Peter Hemmi das Unternehmen. Unter der neuen Führung wurden 1986 die Unternehmensanteile auf 8 Partner (heute 36) verteilt. 1993 folgte die Gründung des Geschäftsbereichs der Unternehmensberatung sowie 1994 eine Akquisition im Bereich PLM. Im Weiteren wuchs das Unternehmen und eröffnete Niederlassungen in Deutschland, Polen, den USA und China. 